# Jakow Borissowitsch Roswal

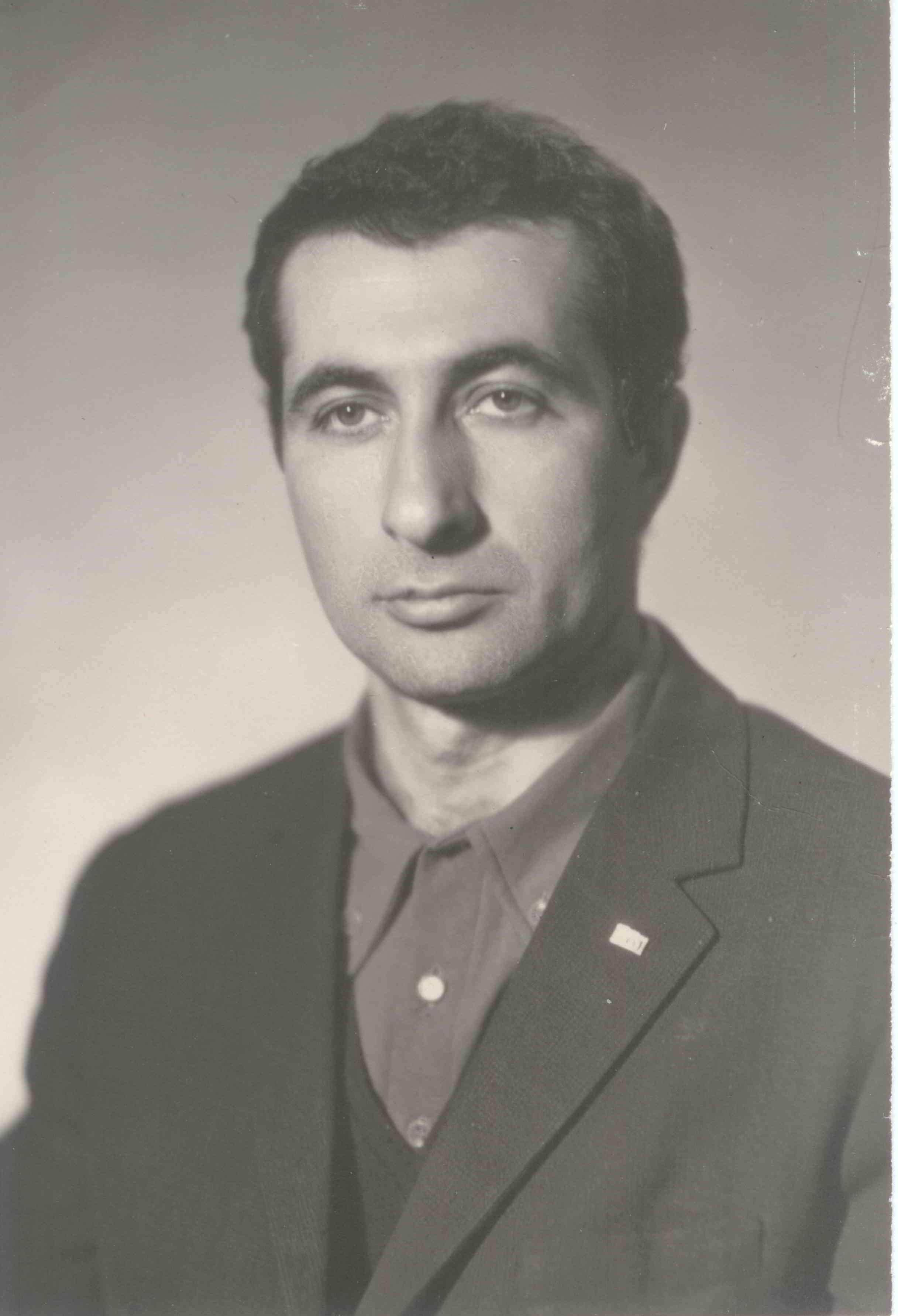
Jakow Borissowitsch Roswal

Jakow Borissowitsch Roswal (geboren am 21. Dezember 1932 in Odessa; gestorben 26. Juli 2015) war ein russischer Ingenieur und Rundfunktechniker, Chefdesigner des sowjetischen Forschungsinstituts für TV und Hörfunk und Verdienter Erfinder der Russischen Sozialistischen Föderativen Sowjetrepublik (RSFSR).

## Leben
Roswal wurde in einer wohlhabenden jüdischen Familie in Odessa geboren. In diesen Jahren litt die Bevölkerung des Landes unter Hunger und politischer Unterdrückung. Menschen wurden wegen des Verdachts der Spionage ins Gefängnis gesperrt. Sein Vater, Boris Semjonowitsch, ein Chefingenieur einer Fabrik, entging nicht diesem Schicksal, und im Jahr 1937 wurde er in den Gulag geschickt. Anschließend arbeitete Boris Semenovich bis zu seinem Tod im Jahr 1963 in geheime Forschungszentrum („Scharaschka“).
Im Jahre 1950 absolvierte Roswal zehn Klassen der Hauptschule mit einer Goldmedaille und begann ein Studium in Moskau an der Universität für Geodäsie und Kartographie. Er konnte nicht an andere Universitäten, weil sein Vater nicht vollständig rehabilitiert war.
Nach dem Studium wurde er als Geodät in den Fernen Osten geschickt, wo er rund fünf Jahre lang in unterschiedlichen Städten tätig war. Im Jahr 1963 wurde sein Vater rehabilitiert und Roswal wurde am Moskauer Energetischen Institut zugelassen und studierte in der Fachrichtung „Industrieelektronik“. Von 1963 an arbeitete er als Ingenieur im Forschungsinstitut für Fernsehen und Hörfunk (VNIITR). In Zusammenarbeit mit W. A. Petropawlowski entwickelte er ein Labormodell der ersten sowjetischen Farbfernsehkamera. Nach 10 Jahren Arbeit wurde er zum Hauptkonstrukteur dieses Instituts ernannt. Während dieser Zeit hat er die meisten seiner Erfindungen gemacht.
Roswal trat im Jahr 2012, im Alter von achtzig Jahren in den Ruhestand. Er starb am 26. Juli 2015 an Krebs. Seine sterblichen Überreste wurden auf dem Wagankowo-Friedhof bestattet.

## Erfindungen und Patente
Jakow Borissowitsch Roswal war der Autor von vielen herausragenden Erfindungen, einschließlich der ersten sowjetischen Rundfunk-Farbkamera. Insgesamt wurden etwa 50 Erfindungen und Patente angemeldet. Zum Beispiel:
- Farbfernseh-Kamera
- Vorrichtung zur Neuausrichtung der farbgetrennten Signale
- Magnetosensitive Vorrichtung
- Vorrichtung zur Röntgenfluoreszenzanalyse
- Astronomische Koordinatenkorrektor für Flugzeuge

## Preise und Auszeichnungen
- Verdienter Erfinder der RSFSR
- Ehrenfunker
- Preisträger TV und Radio
- Auszeichnung – „Veteran der Arbeit“
- Bronzemedaille der VDNKh
- Medaille – „300 Jahre Kriegsmarine“
- Medaille – „850 Jahre Moskau“